# Georgina Sweet

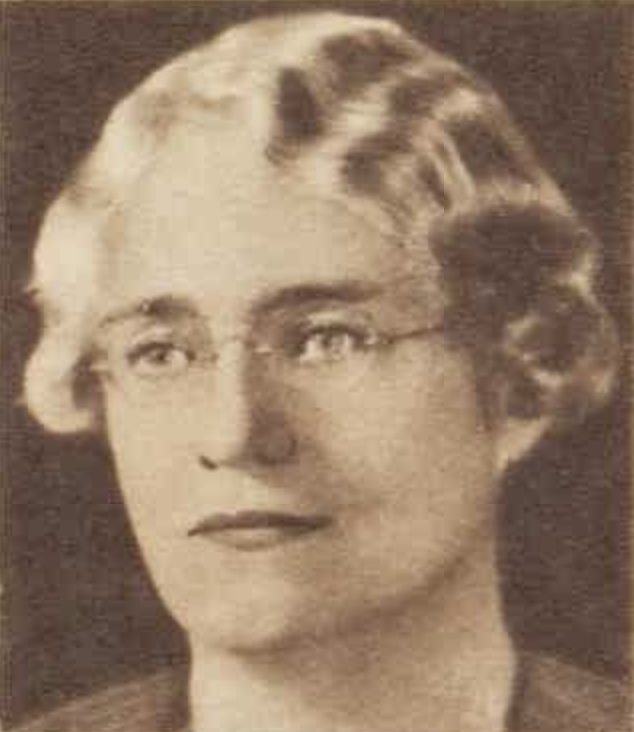
Georgia Sweet auf einer Fotografie Spencer Shiers (1937)

Georgina Sweet OBE (* 22. Januar 1875 in Brunswick, Melbourne; † 1. Januar 1946 in Canterbury, Melbourne) war eine australische Zoologin und Parasitologin an der Universität Melbourne.

## Leben

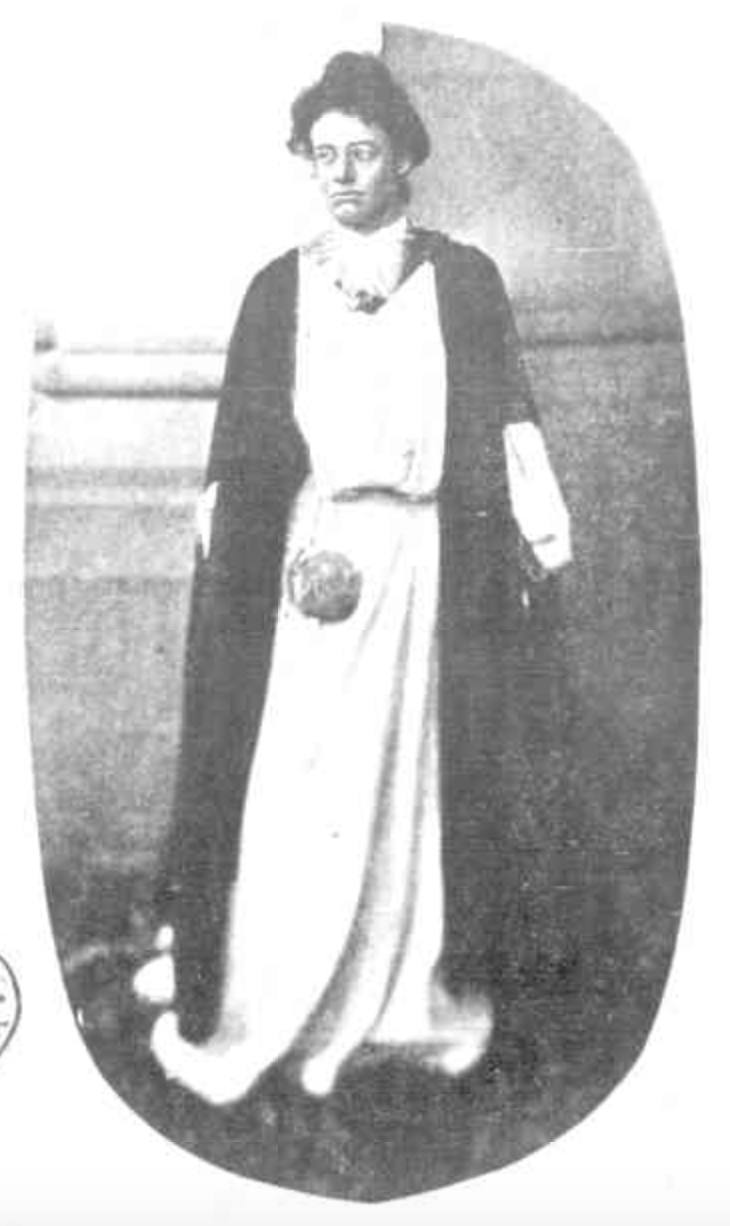
Georgina Sweet (1904)

Georgina Sweet wurde 1875 im Melbourner Stadtteil Brunswick als ältere von zwei Töchtern der englischstämmigen Auswanderer Fanny und George Sweet geboren. Ihr Vater leitete zum Zeitpunkt ihrer Geburt eine lokale Ziegelei, wurde später als Geologe bekannt und war 1905 Präsident der Royal Society of Victoria. Zudem war er unter anderem Laienprediger in der lokalen methodistischen Kirche, der auch Sweet ihr Leben lang angehörte. Sweet half ihm von früh an sowohl bei seiner Kirchenarbeit als auch bei seinen geologischen Forschungen; ihr Vater ermutigte sie, eine wissenschaftliche Laufbahn einzuschlagen. Nach dem Abschluss des Parkville Ladies’ College studierte sie an der Universität Melbourne, wo sie 1896 ihren Bachelor, 1898 ihren Master und 1904 den Doktortitel erwarb. Ebenso war sie Stipendiatin eines universitätseigenen Stipendiums. Unter anderem studierte sie unter Walter Baldwin Spencer Biologie und beschäftigte sich auch mit Tiermedizin. Erste wissenschaftlichen Arbeiten verfasste sie zu endemischen Tierarten Australiens. Im Jahr 1900 hielt sie vor der Linnean Society of London einen Vortrag über australische Würmerarten; ihre Doktorarbeit beschäftigte sich mit den Notoryctes.
Nach Abschluss ihrer Promotion setzte sie ihre wissenschaftliche Karriere fort. Ein großes Interesse entwickelte sie für das Feld der Parasitologie, in dem sie sich in den nächsten Jahren den Ruf einer führenden Vertreterin im australischen Wissenschaftsbetrieb erarbeiten konnte. Für ihre Arbeit zu Vieh und Fauna befallenden Parasiten erhielt sie 1911 den David Syme Research Prize. Weiters arbeitete sie unter anderem zu Wurmeiern (worm nodules) im Vieh sowie zu der parasitären Fliegenart Haematobia exigua. Jahrelang gehörte sie dem Australian National Research Council an. Bereits während ihres Studiums hatte sie zudem in der Lehre angefangen, zunächst an Sekundarschulen, ab 1898 auch an der Universität. Von 1901 bis 1908 unterrichtete sie Biologie am Queen’s College, ehe sie die Universität Melbourne 1908 als Biologiedozentin verpflichtete. Ab 1909 dozierte sie zudem Parasitologie am veterinärmedizinischen Institut der Universität.
Da in den 1910ern beide Professoren jeweils abwesend waren, erhöhte sich das Arbeitspensum Sweets immer weiter und weiter. Zudem betätigte sie sich auch an diversen anderen Stellen des Hochschulbetriebes, gab sie doch beispielsweise auch außerhalb des regulären Vorlesungsbetrieb diverse Vorträge zu naturwissenschaftlichen Themen. Zudem engagierte sie sich für Frauenrechte im Hochschulbetrieb und übernahm in diesem Sinne auch verschiedene Verwaltungspositionen. Nach dem Tod von Thomas Sargeant Hall wurde sie 1915 stellvertretende Direktorin des Instituts für Biologie; von November 1916 bis März 1917 war sie als Vertretung von Walter Baldwin Spencer als erste Frau acting professor an einer australischen Universität. Als Spencer 1919 in Rente ging, ließ sich Sweet trotz des kürzlichen Todes ihrer Mutter und ihrer Schwester und der schwächelnden Gesundheit ihres Vaters dazu überreden, sich um die Professor in Biologie zu bewerben. Trotz zahlreicher Unterstützer im Fachbereich entschied sich die Universität für Wilfred Eade Agar. Ein Jahr später wurde sie als erste Frau an der University of Melbourne Associate Professor. Die hohe Arbeitsbelastung machte sich aber immer mehr bemerkbar. 1921 ließ sie sich krankschreiben; 1924 gab sie ihre Dozentenstelle in der Zoologie / Biologie auf, zwei Jahre später auch jene am veterinärmedizinischen Institut, an dem sie 1924 für einige Zeit noch acting dean gewesen war.
Nach dem Tod ihres Vaters kam sie durch ihr Erbe zu einem gewissen Wohlstand und trat fortan gegenüber ihrer Universität auch als Philanthropin in Erscheinung. Auch über ihren Rückzug aus dem aktiven Vorlesungsbetrieb hinaus blieb sie der Universität erhalten, zum einen als sogenannte honorary lecturer mit sporadischen Einsätzen als Dozentin, zum anderen auch in verschiedenen Verwaltungsfunktionen. Weiterhin engagierte sie sich im University Women's College, das aus ihren Bemühungen für mehr Frauenrechte an der Universität heraus entstanden war. 1936 wurde sie als erste Frau Mitglied im university council der Melbourner Universität. Zudem saß sie lange Zeit im Verwaltungsrat des Melbourner Queen’s College. Auch außerhalb der Universität war sie Mitglied diverser Vereinigungen, darunter der Royal Society of Victoria. Von 1927 bis 1934 war sie Präsidentin des australischen Nationalverbandes der Young Women’s Christian Association (YWCA), ab 1934 Vize-Präsidentin der internationalen YWCA-Bewegung. Sie gehörte ferner zu den Mitbegründern der Victorian Women Graduates' Association und repräsentierte den Verein bei diversen anderen Frauenorganisationen. Im Jahr 1930 wurde sie zudem erste Präsidentin der Pan-Pacific Women's Association.
In ihrer Freizeit hatte sie eine Vorliebe für ausgedehnte Reisen, unter anderem in Asien. Bereits 1922 hatte sie mit der Historikerin Jessie Webb Afrika von der Kapregion um Kapstadt im Süden bis nach Kairo durchreist. In ihren letzten Jahren hatte sie zunehmende Probleme mit ihrem Augenlicht. Sie verstarb am Neujahrstag 1946, gut drei Wochen vor ihrem 71. Geburtstag. Testamentarisch vermachte die tief gläubige Sweet größere Geldsummen unter anderem der Universität Melbourne, der Methodistischen Kirche und verschiedenen Wohltätigkeitsorganisationen.

## Ehrungen
- 1911: David Syme Research Prize
- 1935: Officer des Order of the British Empire

Mehrere Stipendien und akademische Preise sind nach Sweet benannt: die Georgina Sweet Australian Laureate Fellowship des Australian Research Councils, die Georgina Sweet Fellowship der Organisation Australian Graduate Women und die Georgina Sweet Awards for Women in Quantitative Biomedical Science der Fakultät für Medizin, Zahnheilkunde und Gesundheitswissenschaften der Universität Melbourne.